# Üzemi-használati víz
Az üzemi-használati víz olyan üzemeltetéstechnológiai folyadékcsoport, amely rendszerint épületek, építmények és ipari üzemek nedvestechnológiával működő munkafolyamatai során keletkeznek. Noha két különböző fogalomról van szó, mégis a magyar építő- és gépipari szakzsargon együtt alkalmazza a kettőt. A két folyadékkategória elleni vízszigetelés szintén eltérő minőségű, fokozatú.
A használati víz mosószer és szennyezőanyag tartalmú (víz alapú) folyadék, amely rendszerint konyhák mosogatóiban, zuhanyzókban/mosdókban, vécékben keletkezik, azok rendeltetésszerű használata közben. Szennyezőanyag-tartalma nem jelentős, vízhozama/mennyisége csekély.
Az üzemi víz rendszerint jelentős mértékű szennyezőanyagokat tartalmazó (víz alapú) folyadék, amely ipari létesítmények, üzemrészek működése során keletkezik. A legtöbb esetben az épületszerkezetekre káros hatású kémiai összetevői (savas, lúgos), nagy nyomása, magas hőmérséklete miatt, illetve egyéb biológiai szennyezőanyagok (pl. vér a vágóhidakból, húsüzemekből) miatt a közegészségre ártalmas lehet. Előfordulhat, hogy ezen káros hatások egyidejűleg jelentkeznek. Az üzemi víz elő- és utókezelése fokozott figyelmet igényel, minősége minden esetben laborvizsgálattal ellenőrizendő.

## Külső hivatkozások
- Horváth Sándor: Üzemi-használati víz elleni szigetelés[halott link]